# Alyssum pulvinare
Alyssum pulvinare är en korsblommig växtart som beskrevs av Josef Velenovský. Alyssum pulvinare ingår i släktet stenörter, och familjen korsblommiga växter. Inga underarter finns listade i Catalogue of Life.